# Мухаммед ібн Хасан
Мухаммед ібн Хасан (Мухаммед аль-Махді), араб. محمد بن الحسن (нар. 868) — син Хасана ібн Алі (Хасан аль-Аскарі). Відповідно до уявлень шиїтів-імамітів ця людина є очікуваним «прихованим» імамом Махді аль-Мунтазаром (див. Махді). Шиїти стверджують, що він жив під опікою свого батька і був прихований від інших людей. Між 874 та 940 роками, уже після смерті свого батька, Мухаммед ібн Хасан спілкувався з шиїтами лише через свох особливих представників. Цей період називається «малим прихованням». Після 940 року (після смерті останнього, четвертого посланця «прихованого» імама) розпочався період «великого приховання», який триває досі.
Згідно з шиїтською доктриною Мухаммед ібн Хасан з'явиться за наказом Аллаха в Мецці, де до нього приєднаються його прихильники. Одночасно з цим повстануть з могил праведні послідовники віри. Всі вони підуть воювати з Даджжалом і встановлять на землі царство справедливості. Шиїти шанують Мухаммеда ібн Хасана як свого дванадцятого непогрішимого імама.
Деякі аспекти віри шиїтів відкидаються сунітами.